# Eumops bonariensis
Eumops bonariensis is een zoogdier uit de familie van de bulvleermuizen (Molossidae). De wetenschappelijke naam van de soort werd voor het eerst geldig gepubliceerd door Peters in 1874.

## Voorkomen
De soort komt voor in Argentinië, Belize, Brazilië, Colombia, Costa Rica, Ecuador, El Salvador, Frans-Guyana, Guatemala, Guyana, Honduras, Mexico, Nicaragua, Panama, Paraguay, Peru, Suriname en Uruguay.